# Datarock
I Datarock sono un gruppo musicale norvegese di genere electro rock o New wave, in attività dal 2000 ed attualmente sotto contratto per l'etichetta discografica Young Aspiring Professionals.
La loro musica è influenzata dai Devo e dai Talking Heads. Nell'album Red la canzone True Stories è un tributo esplicito ai Talking Heads riportando nel testo i titoli delle loro canzoni maggiormente conosciute. Su YouTube è presente una loro cover unplugged della canzone dei Devo Mongoloid.Infine la canzone Fa-Fa-Fa è stata scelta come colonna sonora 
da NBA Live 08

## Formazione

### Formazione attuale
- Fredrik Saroea - voce, chitarra, percussioni, tastiera
- Ketil Mosnes - basso, programmazione, tastiera, cori

### Ex componenti
- Tom Mæland - tastiera (2000 - 2003)
- Kevin O'Brien - voce (2000)

## Discografia
- Datarock Datarock (2005)
- Fa-Fa-Fa (2006 - EP)
- I Used To Dance With My Daddy (2007 - EP)
- See What I Care (2007 - EP)
- Princess (2008 - EP)
- Computer Camp Love - Devo Remixes (2008 - EP)
- Give It Up (2009 - EP)
- Red (2009)
- The Musical (2015)
- Face the Brutality (2018)
- Media Consumption Pyramid (2023)